# Porella assimilis
Porella assimilis là một loài rêu tản trong họ Porellaceae. Loài này được (Hampe ex Gottsche, Lindenb. & Nees) Trevis. miêu tả khoa học lần đầu tiên năm.